# ليون ك. فيليبس
ليون ك. فيليبس (بالإنجليزية: Leon C. Phillips)‏ هو محامي وسياسي أمريكي، ولد في 9 ديسمبر 1890 في مقاطعة ورث في الولايات المتحدة، وتوفي في 27 مارس 1958 في أوكمولغي في الولايات المتحدة. حزبياً، نشط في الحزب الديمقراطي. وقد انتخب عضو مجلس نواب أوكلاهوما وانتخب حاكم أوكلاهوما ‏ (9 يناير 1939 – 11 يناير 1943).